# Grylloblattodea
Grylloblattodea este un mic ordin de insecte fără aripi și extremofile care trăiesc în zonele reci din munții înalți. Ordinul conține o singură familie, Grylloblattidae, care cuprinde 5 genuri și 25 specii.